# Wohnungsbaugenossenschaft Köpenick Nord
Die Wohnungsbaugenossenschaft „Köpenick Nord“ e.G. ist eine Wohnungsgenossenschaft im Berliner Bezirk Treptow-Köpenick. Sie entstand 1954 als eine der ersten Arbeiterwohnungsbaugenossenschaften (AWG) Ost-Berlins, verwaltet heute rund 3 400 Wohnungen und zählt etwa 4 000 Mitglieder.

## Geschichte

### Gründung als AWG (1954)
Die Genossenschaft entstand am 29. April 1954 als AWG „1. Mai“. Bereits am 17. Mai 1954 wurde sie unter der Registriernummer 1/54 als erste AWG Berlins amtlich eingetragen. Für den Beitritt wurden 10 DM fällig; der Pflichtanteil pro Wohnung lag bei 2 500 DM. Drei Wochen nach der Gründungsversammlung begannen die Ausschachtungsarbeiten für den ersten Neubau in der Seelenbinderstraße 84–90.

### Konsolidierung in der DDR (1960er–1980er)
- 1960er: Serienbau im Q3A-System; große Neubauserien in Köpenick Nord, der Köllnischen Vorstadt und in Grünau.[2]
- 1971: Fusion der AWGen „Heinrich Hertz“ und „Zukunft“ mit „1. Mai“; gleichzeitig Abgabe von rund 500 Wohnungen an andere Genossenschaften. Späterer Zuwachs von über 2 000 Wohnungen durch Übernahmen.[2]
- 1980er: Übernahme weiterer Bestände (u. a. „Justus Liebig“); damit größte AWG des Bezirks mit fast 4 000 Mitgliedern und 3 000 Wohnungen.[2]

### Wende und Umwandlung zur e.G. (1989–1992)
Mit der politischen Wende 1989 beschloss die AWG, kein Haus zu verkaufen. Stattdessen stockten die Mitglieder ihre Geschäftsanteile auf, um die Grundstücke vom Land Berlin und von Alteigentümern zu erwerben. Parallel lief die Umwandlung in eine eingetragene Genossenschaft; Satzungsbeschluss 1991, Registereintrag 1992 beim Amtsgericht Charlottenburg. Eine Ost-West-Partnerschaft mit dem Beamten-Wohnungs-Verein zu Köpenick unterstützte Finanzen und Modernisierung.

## Entwicklung seit 1990

### Modernisierung und Sanierung
In den 1990er Jahren startete die Genossenschaft ein langfristiges Instandsetzungsprogramm (Fassaden- und Balkonsanierung, Heizungsumstellung, Strang- und Baderneuerung). 2021 investierte sie rund 6,7 Mio. €; davon entfielen etwa 2 Mio. € auf Renovierungen bei Mieterwechseln.

### Neubauprojekte
- 2013 – Ergänzung des Bestands um vier Einfamilienhäuser.
- 2017 – Fertigstellung des Projekts Grünauer Trio (drei Häuser mit jeweils 15 barrierefreien bzw. -armen Wohnungen).[4]
- Geplant – Neubebauung eines Areals in der Köllnischen Vorstadt.

### Soziales Engagement
Die Genossenschaft fördert das Gemeinschaftsleben durch Mitgliederzeitung, Nachbarschaftstreffen und seit 2009 regelmäßige Fahrrad-Sternfahrten; 2025 ist die vierte Sternfahrt zum Internationalen Jahr der Genossenschaften geplant.

## Kennzahlen
| Jahr | Eigenkapitalquote | Durchschnittsmiete (€/m² NKM) | Investitionen (Mio. €) | Bilanzgewinn (Mio. €) |
| ---- | ----------------- | ----------------------------- | ---------------------- | --------------------- |
| 2019 | 80,6 %            | 5,48                          | 5,8                    | 4,6                   |